# Dacia Bigster
La  Dacia Bigster è un'autovettura prodotta dalla casa automobilistica rumena Dacia a partire dal 2024.

## Contesto
La Bigster era stata presentata in anteprima sotto forma di concept car da Luca de Meo il 14 gennaio 2021. Prima della presentazione ufficiale, era stata anticipata dalla pubblicazione di alcune immagini teaser. La versione di serie è stata presentata all'inizio di ottobre 2024, per poi apparirere in pubblico  a metà dello stesso mese al salone di Parigi.
La vettura è basata sulla piattaforma CMF-B del Gruppo Renault e in particolare sulla struttura meccanica della Dacia Duster III. La Dacia Bigster è disponibile con un motore a benzina, ibrido, alimentato a gas di petrolio liquefatto (GPL) oppure per la prima volta un ibrido leggero con funzionamento sia a benzina che a GPL mentre, tranne che sul mercato europeo, è disponibile anche una motorizzazione turbodiesel.